# Марк Лайл Ґрант
Марк Джастін Лайл Ґрант (англ. Mark Justin Lyall Grant; нар. 29 травня 1956, Велика Британія) — британський дипломат, постійний представник Великої Британії при ООН.

## Життєпис
Навчався в Ітонському коледжі і Кембриджському Триніті-коледжі.
У 1996–1998 роках заступник верховного комісара і генеральний консул в ПАР.
У 1998–2000 роках голова департаменту по Євросоюзу Форін-офісу.
У 2000–2003 роках директор африканського департаменту Форін-офісу.
У 2003–2006 роках верховний комісар Великої Британії в Пакистані.
У 2007–2009 роках політдиректор Форін-офісу.
З листопада 2009 року постійний представник Великої Британії при ООН. У листопаді 2010 року голова Радбезу ООН.

## Нагороди
Лицар-командор ордена Святого Михайла і Святого Георгія (2006, кавалер 2002).